# Huliteri
L'huliteri (Hulitherium tomasetti) és una espècie de marsupial extint de la família dels diprotodòntids, dins el subordre dels vombatiformes. És l'única espècie del gènere Hulitherium.
L'huliteri visqué a Nova Guinea durant el Plistocè. Mesurava aproximadament 180 cm de llarg i 100 cm d'alçada, amb un pes d'uns 150 kg. L'huliteri sovint és anomenat el «panda marsupial», car probablement s'alimentava sobretot de bambú, com el panda gegant d'avui en dia.